# Malthinus madoniensis
Malthinus madoniensis es una especie de coleóptero de la familia Cantharidae.

## Distribución geográfica
Habita en Sicilia (Italia).